# 日本海軍戰記 怒濤
日本海軍戰記 怒濤（にほんかいぐんせんき どとう）は寺島柾史による日本の歴史小説である。

## 主な登場事件
薩英戦争
箱館戦争
ハワイ併合
豊島沖海戦
宣伝戦
三国干渉
1903年5月4日 千島国、国後郡でロシア船が測量
仁川沖海戦・旅順港閉塞作戦
日本海海戦

## 主な登場人物
東郷平八郎
この小説の主人公。
東郷益子
東郷平八郎の母親。
榎本釜次郎
幕府海軍の副総裁。
田島勝太郎
釜次郎の幼なじみ。江戸芸者だったが、男装してフランス通詞を務める。
ニコール
フランス海軍教師。榎本の海軍顧問。
高松凌雲
函館病院の院長。
桜戸敏夫
海軍少佐。ハワイ問題に対する硬論派。海軍省を辞め、海洋青年団を組織し、千島に行くふりをしてハワイを目指した。
郡司成忠
海軍大尉。千島開拓を志す。
田健治郎
逓信省の通信局長。逓信省傭外外国電報主任でイギリス人のストーンと共に、セントラルニュースの通信を使って、支那の宣伝戦に立ち向かう。
虎川雄一郎
有名な飛行家であったが、志筑海軍少佐と共に太平洋無着陸飛行を敢行した際に北千島で行方不明となっていた。しかし、実はアレウト群島(アリューシャン列島)にある無人島を目指しており、無事に着陸する。